# DCLRE1B
DCLRE1B‏ (DNA cross-link repair 1B) هوَ بروتين يُشَفر بواسطة جين DCLRE1B في الإنسان.